# Don Marquis
Donald "Don" Robert Perry Marquis (Walnut, Illinois, 29 de julho de 1878 — Nova Iorque, 29 de dezembro de 1937) foi um escritor, poeta e humorista estadunidense.
Marquis nasceu e cresceu em Walnut, Illinois. Seu irmão David morreu em 1892 aos 20 anos; seu pai James morreu em 1897. Depois de se formar na Walnut High School em 1894, ele frequentou a Knox Academy, um programa preparatório extinto administrado pelo Knox College, em 1896, mas saiu após três meses. De 1902 a 1907, ele atuou no conselho editorial do Atlanta Journal, onde escreveu muitos editoriais durante a acalorada eleição para governador entre seu editor Hoke Smith e o futuro vencedor do Prêmio Pulitzer, Clark Howell (Smith foi o vencedor).
Marquis começou a trabalhar para o jornal de Nova York The Evening Sun em 1912 e editou nos onze anos seguintes uma coluna diária, "The Sun Dial". Durante 1922, ele deixou o The Evening Sun (abreviado para The Sun em 1920) para o New York Tribune (rebatizado de New York Herald Tribune em 1924), onde sua coluna diária, "The Tower" (mais tarde "The Lantern") foi um grande sucesso. Ele contribuiu regularmente com colunas e contos para o Saturday Evening Post, Collier's e revistas americanas e também apareceu na Harper's, Scribner's, Golden Book e Cosmopolitan.
A criação mais conhecida de Marquis foi Archy, uma barata fictícia (desenvolvida como personagem em 1916) que havia sido um poeta de verso livre em uma vida anterior e que supostamente deixou poemas na máquina de escrever de Marquis pulando nas teclas. Archy geralmente digitava apenas letras minúsculas, sem pontuação, porque não conseguia operar a tecla shift. Seus versos eram uma espécie de sátira social e foram usados por Marquis em suas colunas de jornal intituladas "archy and mehitabel"; mehitabel era um gato de rua, companheiro ocasional de archy e tema de alguns dos versos de archy. As peças archy e mehitabel foram ilustradas pelo cartunista George Herriman, mais conhecido pela posteridade como autor do quadrinho de jornal Krazy Kat. Outros personagens desenvolvidos por Marquis incluem Pete the Pup, Clarence the ghost e um sapo egomaníaco chamado Warty Bliggins.
Marquis foi autor de cerca de 35 livros. Ele co-escreveu (ou contribuiu postumamente) para os filmes The Sports Pages, Shinbone Alley, The Good Old Soak e Skippy. O filme de 1926 The Cruise of the Jasper B foi supostamente baseado em seu romance de 1916 com o mesmo nome, embora os enredos tenham pouco em comum.
Marquis foi um escritor prolífico, sempre com um notável senso de humor. Ele foi o autor de aforismos sutis.
Casado duas vezes e pai de dois filhos, Marquis morreu de derrame após superar três derrames anteriores que o incapacitaram parcialmente.